# Ceraspis immaculata
Ceraspis immaculata är en skalbaggsart som beskrevs av Hermann Burmeister 1855. Ceraspis immaculata ingår i släktet Ceraspis och familjen Melolonthidae. Inga underarter finns listade i Catalogue of Life.